# Валентајн (Тексас)
Валентајн (енгл. Valentine) град је у америчкој савезној држави Тексас. По попису становништва из 2010. у њему је живело 134 становника.

## Демографија
Према попису становништва из 2010. у граду је живело 134 становника, што је 53 (28,3%) становника мање него 2000. године.
| Група             | 2000.       | 2010.      |
| Белци             | 75 (40,1%)  | 55 (41,0%) |
| Афроамериканци    | 1 (0,5%)    | 0 (0,0%)   |
| Азијати           | 0 (0,0%)    | 0 (0,0%)   |
| Хиспаноамериканци | 110 (58,8%) | 78 (58,2%) |
| Укупно            | 187         | 134        |